# Louis François de Boufflers
Louis François de Boufflers, duque de Boufflers (Crillon, Oise, Francia, 10 de enero de 1644 - Fontainebleau, 22 de agosto de 1711) fue un militar francés elevado a la dignidad de Mariscal de Francia en 1693 y a Par de Francia en 1708. Estuvo al servicio de Luis XIV durante la Guerra de Sucesión Española.

## Biografía

### Orígenes y juventud
Louis François de Boufflers procedía de la familia de Boufflers, una de las más antiguas familias nobles de Picardía, cuyo origen se remonta al siglo XII. Asistió a la escuela de los Condé y los Turenne.
Se casó con Catherine Charlotte de Gramont (1669-1739), hija del duque Antoine-Charles de Gramont de Bidache.

### Inicio de su carrera militar
Se distinguió como coronel general de los dragones durante la guerra franco-holandesa (1672-1678). Fue gobernador militar de la provincia de Trois-Evêchés (Tres Obispados) y en diciembre de 1687 fue a Metz a poner orden.

### Guerra de los Nueve Años
Tomó la fortaleza de Maguncia el 15 de octubre de 1688 a pesar de las nuevas fortificaciones que había mandado construir el Príncipe Elector Anselmo Francisco de Ingelheim. Boufflers contribuyó a la victoria de Fleurus en 1690. En 1692 se puso al mando del Regimiento de Guardias Franceses y un año después conquistó Furnes. Fue nombrado Mariscal de Francia en 1693 y duque al año siguiente. Fue encargado de defender Namur del asedio al que la tenía sometida Guillermo III de Orange-Nassau comandante de la Gran Alianza en 1695. Los franceses, parapetados en la ciudadela construida por Vauban, se rindieron a los sitiadores el 5 de septiembre después de dos meses de combates y graves pérdidas por ambas partes.

### Guerra de Sucesión Española
En 1702 estaba al frente de las tropas francesas en Flandes. Durante la Guerra de Sucesión Española recibió el mando del ejército francés en los Países Bajos Españoles. Venció a los holandeses en la batalla de Nimega, pero fue rechazado seguidamente por el Duque de Marlborough. En 1704 obtuvo el mando de los Guardias de corps del Rey. En las difíciles circunstancias que siguieron  a la derrota de Oudenarde, defendió Lille en 1708 contra el Príncipe Eugenio de Saboya, hasta su capitulación el 9 de diciembre, y dirigió con maestría la retirada que terminó en la sangrienta batalla de Malplaquet en 1709, en la que reemplazó al Mariscal Villars cuando éste resultó herido en el combate.